# Scarthyla
Scarthyla (лат.) — род бесхвостых земноводных из семейства квакш. Род включает виды, встречающиеся в верхней части бассейна Амазонки, от северной Боливии до региона Икитос в Перу, а также в соседних Колумбии и Бразилии. Также обитают в Маракайбо в Венесуэле и в низменностях Карибского бассейна, долинах вдоль реки Магдалена и Льяноса в восточной Колумбии. Ведут полуводный образ жизни.

## Классификация
На январь 2023 года в род включают 2 вида:
- Scarthyla goinorum (Bokermann, 1962)
- Scarthyla vigilans (Solano, 1971) — Венесуэльская квакша